# Pádraig Duggan

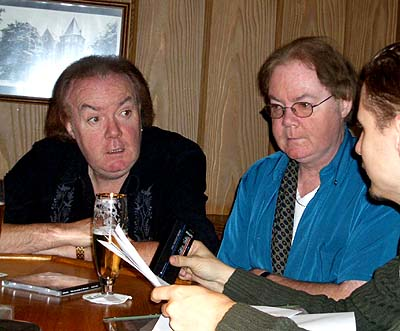
Pádraig (rechts) und Noel Duggan, 2004

Pádraig Duggan (irisch Pádraig Ó Dúgáin; * 23. Januar 1949 in Gweedore, County Donegal; † 9. August 2016 in Dublin) war ein irischer Musiker, Komponist und Mitgründer der Band Clannad.

## Leben
Duggan gründete 1970 mit seinem Zwillingsbruder Noel sowie seinen Neffen Ciarán und Pól Brennan sowie seiner Nichte Moya Brennan die Band Clannad. Drei Jahre später gewann diese mit dem von Duggan und Pól Brennan komponierten Titel Liza den Talentwettbewerb des Letterkenny Folk Festivals, durch den die Band an ihren ersten Plattenvertrag bei Philips kam. Liza war der einzige von Bandmitgliedern verfasste Titel auf dem ersten Clannad-Album. Es handelt sich um den ersten Popsong auf Irisch; er kommt auch Jahrzehnte später noch an irischen Schulen im Irisch-Unterricht zum Einsatz.
Mit Clannad war Duggan, der Gitarre und Mandoline spielte, insbesondere in den 1980er Jahren kommerziell erfolgreich, wenngleich er in dieser Zeit nur auf dem 1985er Album Macalla als Komponist vertreten war. Nach zahlreichen Auszeichnungen, unter anderem einem BAFTA und einem Grammy Award, nahm die Band Ende der 1990er Jahre eine Auszeit. Pádraig und sein Bruder Noel nahmen daraufhin 2005 als The Duggans & Friends ein Album mit dem Titel Rubicon auf, das auch eine Neuaufnahme von Liza enthält. Duggan steuerte zu Nádúr, dem 2013 erschienenen Comeback-Album von Clannad, mit Setanta einen Titel bei.
Pádraig Duggan starb im August 2016 nach längerer Krankheit im Alter von 67 Jahren in einem Krankenhaus in Dublin.